# David Alegret
David Alegret (1974) es un cantante de ópera español.

## Biografía
Nacido en Barcelona, comenzó sus estudios musicales en el Conservatorio Superior de Música de su ciudad natal con Xavier Torra -actividad que compaginó con la carrera de Medicina- para finalizar sus estudios de canto en la Musik-Akademie de Basilea (Suiza) con Kurt Widmer, además de perfeccionar su técnica con Ana Luisa Chova, Kathleen Cassello y Raúl Giménez. Ganador del primer Concurso para Jóvenes Cantantes Líricos de La Caixa y el Gran Teatro del Liceo, fue finalista del Operalia y ganador del Premio Karajan Stupendium de la Staatsoper de Viena. 
En el ámbito operístico ha debutado en 2004 en L’Italiana in Algeri en Klagenfurt, París y en la Staatsoper de Viena (junto a Agnes Baltsa). Desde entonces también ha participado en el Festival Tojours Mozart de Salzburg, Praga y Viena interpretando los roles de Ferrando (Così fan tutte) e Idamante (Idomeneo) y en el Festival Mozart de La Coruña (Orfeo de Sartorio); además, ha interpretado Don Ramiro de La Cenerentola en la Volksoper de Viena y en la Finish National Opera de Helsinki; Conde di Libenskof de Il viaggio a Reims en el Rossini Opera Festival y en Berna y Narciso de Il Turco in Italia en la Staatsoper de Hamburgo. 
En 2006 debutó en Trieste (La Cenerentola), en Palermo y en Palma de Mallorca (Belmonte de El rapto en el serrallo) y cantó el Requiem de Mozart en el Palau de la Música Catalana y la Petite Messe Solennelle en Praga, esta última bajo la dirección de Alberto Zedda. Ese mismo año participa en las temporadas de la Ópera de Oviedo (Il viaggio a Reims) y en Rávena, (Ernesto de Don Pasquale, dirigido por Riccardo Muti). Recientemente ha actuado en la Ópera de Roma (La Cenerentola), en la Ópera de Zúrich (Il Barbiere di Siviglia), en la Bayerische Staatsoper (Il Turco in Italia), en el Regio de Turín (L’Italiana in Argel), en La Monnaie de Bruselas (La Cenerentola), en el Gran Teatro del Liceo barcelonés (Jaquino de Fidelio) y en el Theater an der Wien (Il turco in Italia).

## Repertorio
En el apartado sinfónico-vocal ha interpretado obras como la Pasión según San Juan y la Pasión según San Mateo de Bach, el Requiem de Mozart, el Magnificat de Bach, la Petite Messe Solennelle, el Stabat Mater de Rossini y la Misa de Gloria de Puccini.
En los oratorios La Creación de Haydn, El Mesías de Händel y Le Roi David de Honegger. 
Con la Capella Reial de Catalunya ha interpretado L’Orfeo y Vespro della Beata Vergine, ambas de Monteverdi, y la Misa en Si menor de Bach. 